# LG 태안 태양광 발전소
LG 태안 태양광 발전소는 LG그룹의 계열사인 S&I 코퍼레이션이 충청남도 태안군 원북면 방갈리에 2008년 6월에 건설한 대한민국 최대의 태양광 발전소이다. 여기서 발전된 전기는 한국전력공사에 1㎾h당 472원에 판다. LG그룹은 2005년에 태양광 발전 사업에 진출하였다. LG그룹의 구본무 회장은 태양광 발전 사업을 LG그룹의 미래 핵심사업으로 여겨 직접 사업을 진두 지휘하고 있다. 향후, LG솔라에너지는 태양광발전소를 추가로 지어 발전 능력을 100MW로 키우는 것을 목표로 하고 있다.

## 제원
- 대지면적: 9만평, 약 30만m2[3]
- 총투자액: 1,100억 원
- 전력설비용량: 14 MW
- 연간 전력생산량: 19 GWh. 태안군 내 전체 2만 가구 중 40%인 8,000 가구가 1년간 사용할 수 있는 전력량.
- 하루 평균 발전시간: 3.8시간
- 태양전지 모듈 하나의 크기: 70인치 PDP 패널 크기, 156 mm * 156 mm 크기의 태양전지 60개로 구성
- 태양전지 모듈 하나의 가격: 80만원
- 총 모듈 수: 69,000개
- 태양전지 셀의 발전효율: 17 ∼ 19% (스페인의 경우 30%, 일본 샤프 전자의 경우 25%, 태양전지 참조.)
- 순간 초속 60 m의 태풍에 견딤
- 리히터 규모 5.0의 지진에 견딤
- 연간 예상 매출액: 130억 원 (1 ㎾h당 677원)
- 이산화탄소 절감율: 연간 약 12,000 t.
- 손익분기점: 최소 8년
- 직원: 7명

## 계열사
- LG화학: 태양전지 원재료인 폴리실리콘 연구개발
- LG전자: 웨이퍼를 가공해 태양전지용 셀과 모듈 제작
- LG CNS: 태양광발전소 구축
- LG솔라에너지: 2015년 8월 21일 서브원에 인수합병되기 전까지 태양광발전소 운영
- LG실트론: 태양전지용 웨이퍼 제작
- 서브원: 태양광발전소 구축 및 운영

## 동일한 용량의 발전소
미국 네바다주 사막 넬리스 공군기지(Nellis Air Force Base) 내 56만m2에 설치된 태양광 발전소의 생산 용량도 14MW이다. 넬리스 기지가 쓰는 전력의 25%가 이곳 북미 최대의 태양광 발전소에서 나온다. 미국의 태양광 발전은 오는 2015년쯤 경제성을 확보할 것으로 보고 있다.

## 같이 보기
- 태양전지
- 대체 연료